# Multiculturalisme

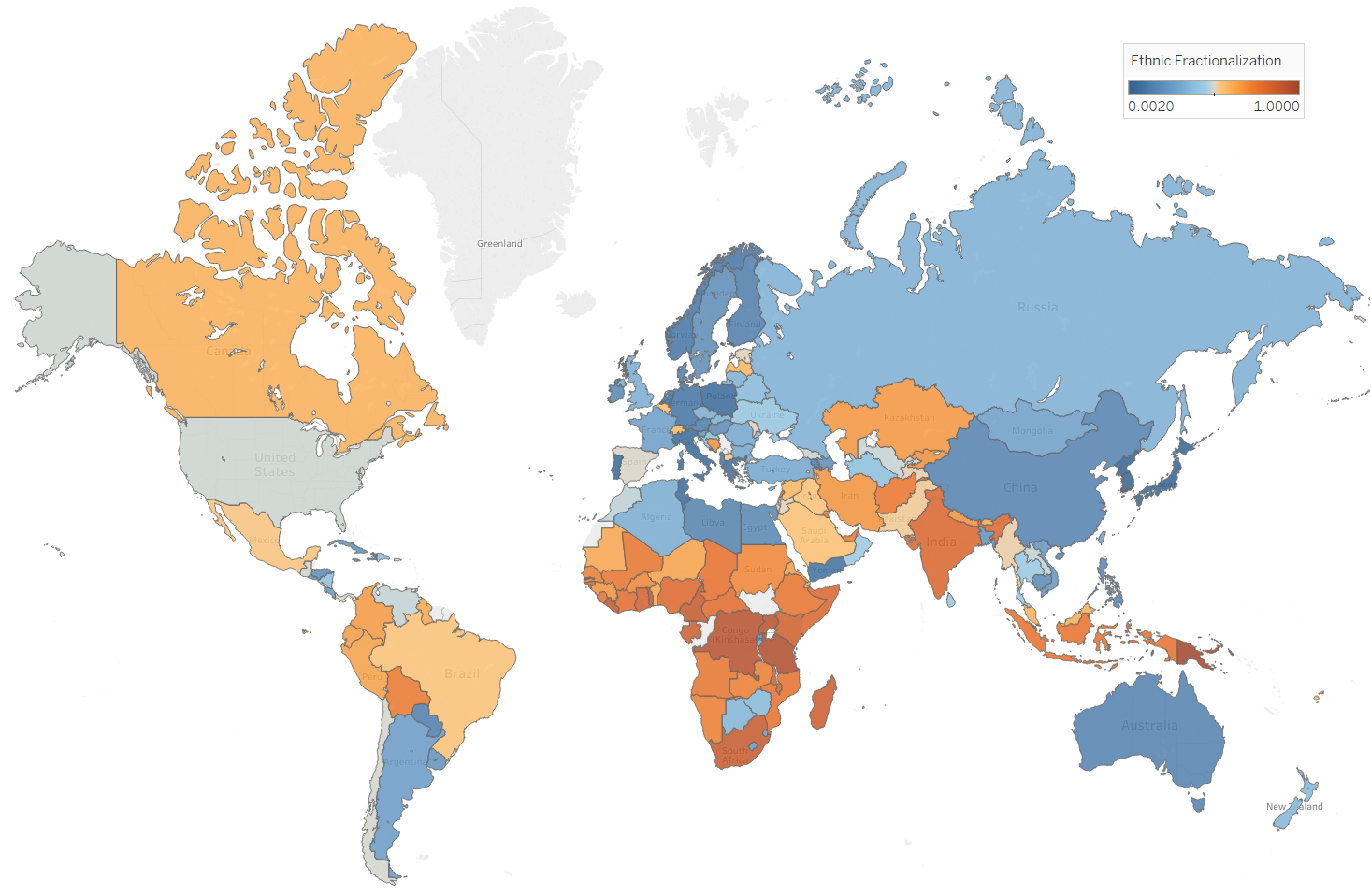
Landen gerangschikt op etnische en culturele diversiteit, blauw is lager en oranje is hoger. De meeste Europese landen (waaronder Nederland) scoren lager op diversiteit dan gemiddeld.

Multiculturaliteit is het naast elkaar bestaan van (etnisch of cultureel) diverse groepen of individuen ‘binnen een bepaald afgebakend bestuurlijk gebied’. Het kan een gemengde etnisch gemeenschap beschrijven waar meerdere culturele tradities bestaan, zoals in een stad (bijvoorbeeld New York, Londen, Mumbai, Hongkong, of Parijs) of in een land (zoals Zwitserland, België of India).
Daarnaast is er de term multiculturalisme, wat het streven is naar en het behoud van een maatschappij waarin verschillende culturen gelijkwaardig naast elkaar bestaan. Het gaat ervan uit dat alle culturen gelijkwaardig zijn en gelijk behandeld dienen te worden. De culturele normen en waarden van de ene cultuur zijn volgens het multiculturalisme niet beter dan die van een andere.
Multiculturalisme is het tegenovergestelde van monoculturalisme, waarin wordt gestreefd naar maximale assimilatie en integratie.

## Geschiedenis
Het woord multiculturalisme werd rond het midden van de 19e eeuw voor het eerst gebruikt door Duitse filosofen in Oostenrijk-Hongarije. Dit multi-etnische (maar door de Duitse cultuur en taal gedomineerde) rijk had sterk te kampen met het opkomend nationalisme in de 19e eeuw; en werd geplaagd door opstanden onder de niet-Duitse en niet-Hongaarse inwoners. Om deze conflicten te doen verdwijnen verleende de Oostenrijks-Hongaarse overheid een grote hoeveelheid culturele rechten aan inheemse minderheden in de hoop zo het streven naar zelfbeschikking onder deze groepen te beperken; deze politiek werd 'multiculturalisme' gedoopt.
Na de Tweede Wereldoorlog komt de theorie van het cultuurrelativisme sterk op; deze stelt dat culturen niet vergeleken kunnen worden omdat iemand nooit onpartijdig (ieder mens wordt immers gevormd door de eigen cultuur) een vreemde cultuur kan beoordelen aangezien er altijd sprake is van standplaatsgebondenheid.
Met de komst van groepen arbeidsmigranten in veel West-Europese landen begin jaren zestig rees ook de vraag hoe om te gaan met de verschillende culturele achtergronden van deze migranten. Het antwoord hierop werd (vooral bij linkse partijen) gezocht bij het cultuurrelativisme, waarvan het huidige multiculturalisme als een politieke en ideologische uitloper kan worden gezien. In Nederland en Vlaanderen was er daarnaast ook grote invloed van het soevereiniteit in eigen kring-concept, een idee dat de grondslag vormde van de verzuiling aan het begin van de twintigste eeuw.

## Huidige niveaus van multiculturaliteit in vergelijking met het verleden

Het Heilige Roomse Rijk tijdens de Hoge Middeleeuwen. Voor de opkomst van de natiestaat in de 16e eeuw waren de lokale en regionale identiteiten in Europa sterk, met elke regio en stad zijn eigen dialect, gewoonten en tradities.

Volgens migratieonderzoeker Hein de Haas is het een mythe dat onze samenlevingen diversers zijn dan ooit. Het idee dat we in een zeer diverse samenleving leven is gebaseerd op het verwrongen beeld van vroegere samenlevingen, waarbij vroegere diversiteit vaak over het hoofd wordt gezien.
Historische migratiegolven hebben geleid tot niveaus van diversiteit die vergelijkbaar zijn met of groter zijn dan die van vandaag. Zo bestond in het begin van de 20e eeuw 14,7% van de Amerikaanse bevolking uit immigranten, een percentage dat overeenkomt met het huidige niveau. In de 19e eeuw migreerden miljoenen mensen van uiteenlopende etnische en religieuze achtergronden naar de Verenigde Staten en Europa, op zoek naar betere economische kansen of om te ontsnappen aan vervolging. De VS was een smeltkroes van groepen zoals Ierse, Italiaanse, Chinese, Duitse en Joodse immigranten, die aanvankelijk vaak als bedreigingen voor de nationale identiteit werden gezien. Ook Europese landen zoals Groot-Brittannië, Frankrijk, Duitsland en Nederland kenden al langdurig diverse samenlevingen door koloniale migratie, arbeidsmigratie en vluchtelingenstromen.
Europa kende van oudsher een grote diversiteit aan etnische, linguïstische en religieuze groepen, die het aantal natiestaten ver overtroffen. Plaatselijke en regionale identiteiten waren sterk, waarbij iedere streek en stad zijn eigen dialect, gebruiken en gewoonten had. Vanaf de 16e eeuw ontstonden er grotere natiestaten. Dit proces kwam in een stroomversnelling na de Franse Revolutie. Vooral sinds de 19e eeuw zijn samenlevingen in Europa en Noord-Amerika door de opkomst van de natiestaat cultureel homogener geworden. Overheden bevorderden nationale identiteiten via onderwijs, militaire dienstplicht en de standaardisatie van talen. In Frankrijk leidde de promotie van het Frans bijvoorbeeld tot de verdringing van regionale talen zoals Bretons en Occitaans. Ook bijvoorbeeld in België en Nederland nam het gebruik van vele lokale dialecten af. Daarnaast werden de starre religieuze scheidslijnen in westerse landen verzacht door de afnemende invloed van georganiseerde religies en de voortschrijdende secularisering. Dit patroon herhaalde zich elders in Europa en Noord-Amerika, waar nationale eenwording gepaard ging met culturele homogenisatie.
Globalisering heeft culturele verschillen verder verminderd. De opkomst van een steeds mondialere jeugdcultuur in de jaren 1920, die vanaf de jaren 1950 aanzienlijk versnelde, maakte het voor jongeren over de hele wereld gemakkelijker om gemeenschappelijke referentiepunten te vinden in eten, muziek, film, literatuur en andere vormen van artistieke expressie. Internationaal reizen en de opkomst van televisie en het internet bevorderden de ontwikkeling van zowel nationale als internationale cultuur. De verspreiding van Engels als wereldtaal, Hollywood-films en de universele beschikbaarheid van fastfoodketens zoals McDonald's zijn allemaal tekenen van een wereld die cultureel steeds homogener wordt. Hoewel stedelijke gebieden meer etnische diversiteit kennen, is de variatie tussen regio's en landen afgenomen, wat vaak wordt gezien als een verlies van culturele diversiteit.
Homogenisering vindt wereldwijd plaats, waarbij de afname van minderheidstalen een belangrijke indicator van deze trend is. Naar schatting verdwijnt elke twee weken een taal met zijn laatste spreker. Aangezien taal een belangrijke drager is van cultuur, identiteit en gemeenschappelijk begrip, is het belang van deze ontwikkeling aanzienlijk.
Cultureel antropologe en emeritus-hoogleraar Prof. Dr. Lotty Eldering van de Universiteit van Leiden kwam na jarenlang onderzoek naar minderheden in de Nederlandse samenleving tot de conclusie dat Nederland geen multiculturele samenleving is, omdat er vanuit de samenleving een sterke druk op allochtonen wordt uitgeoefend om zich aan te passen aan de Nederlandse cultuur.

## Effecten
Volgens migratieonderzoeker Hein de Haas blijkt uit onderzoek anno 2023 dat er geen systematisch verband is tussen het niveau van immigratie of etnische diversiteit en sociale cohesie of vertrouwen. Studies tonen aan dat factoren zoals economische ongelijkheid en vertrouwen in de overheid veel belangrijker zijn voor sociale cohesie dan diversiteit. In landen en regio's waar de inkomensongelijkheid laag is en waar mensen vertrouwen hebben in hun regering, blijft de sociale cohesie sterk, zelfs met een hoge mate van diversiteit. Canada en Australië zijn bijvoorbeeld landen met veel immigratie en diversiteit, maar ook met stabiele en goed functionerende samenlevingen. Aan de andere kant kunnen haatdragende uitspraken over minderheidsgroepen door politici de sociale cohesie verminderen. Diversiteit op zich ondermijnt de sociale cohesie dus niet, haatzaaien door politici wel.
Er bestaan echter wel eerdere individuele studies die tot andere conclusies kwamen:
- Uit een tienjarige studie die eindigde in 2007 van professor Robert Putnam blijkt dat multiculturalisme het sociale vertrouwen aantast. Zijn bevindingen zijn dat naarmate de diversiteit van een maatschappij toeneemt, de sociale cohesie en het onderlinge vertrouwen sterk afnemen.[6]
- Etnoloog Frank Salter, onderzoeker van het Max Planck Instituut, bewees in een studie uit 2003 dat gemeenschappen die gelijk(er) van samenstelling zijn, bereid zijn veel meer en altruïstischer te investeren in elkaar dan etnisch verdeelde gemeenschappen.[7]
- Volgens 'The Oxford Handbook of Political Economy' is etnische diversiteit een politiek-economische risicofactor. Er bestaan verbanden tussen etnische diversiteit en economische ongelijkheid en (een negatief verband met) economische groei. Ook kan etnische diversiteit sneller tot instabiliteit leiden, indien etnische afkomst een politieke factor wordt en wanneer men in bepaalde omstandigheden bereid is over te gaan tot geweld.[8]